# 莱辛顿大道731号
莱辛顿大道731号（英語：731 Lexington Avenue），是位于美國紐約州纽约市曼哈顿中城莱辛顿大道东侧的一栋面积1,400,000平方英尺（130,000平方）的玻璃帷幕摩天大楼。它是彭博新闻社的总部，因此非正式场合常称为彭博大厦、彭博塔（Bloomberg Tower）。大楼同时还有零售商店、餐馆和105套高档公寓。大楼共有55层，高度806英尺（246米）。